# Wild Oats (film 2016)
Wild Oats è un film del 2016 diretto da Andy Tennant con protagoniste Shirley MacLaine, Jessica Lange e Demi Moore. 

## Trama
Quando un'insegnante di scuola superiore in pensione Eva perde suo marito, riceve erroneamente un assegno di $ 5.000.000 sulla polizza di assicurazione sulla vita del marito defunto. La sua amica Maddie la convince a tenere i soldi ed entrambi partono per viverli in un resort a Gran Canaria. 
Una volta lì, Eva viene corteggiata da un signore anziano che la accompagna in città. Nel casinò locale vince quasi mezzo milione di euro nonostante non sappia nulla di giochi di carte. Eva finisce a letto con lui dopo un periodo di castità di 7 anni.
Nel frattempo però, l'investigatore assicurativo americano è sulle tracce di Eva, insieme alla figlia per lo più estraniata, per recuperare i $ 5.000.000 per la Beneficial Life Insurance Company, ma sono superati dal rappresentante europeo della compagnia che accetta una tangente per lasciarla scappare piuttosto che mandarla nella peggiore prigione femminile del mondo di lingua spagnola.
La storia ha però un lieto fine in quanto il suo Don Carlos restituisce a Eva le sue vincite: si scopre che Don Carlos era uno studente di scambio a Liberty, IL, dove Eva era l'insegnante preferita di tutti.

## Produzione
È stato prodotto dalla Weinstein Company.

## Promozione
Il primo trailer del film viene diffuso il 19 marzo 2016 in lingua originale. 